# Pointe Percée
Pointe Percée je nejvyšší horou horské skupiny Aravis v Savojských Alpách. 
Nachází se severozápadně od Mont Blancu a jižně od Ženevského jezera, v departementu Horní Savojsko.
S prominencí 1 640 metrů náleží do první desítky nejprominentnějších hor Francie.